# Erdbeben am Hindukusch 2015

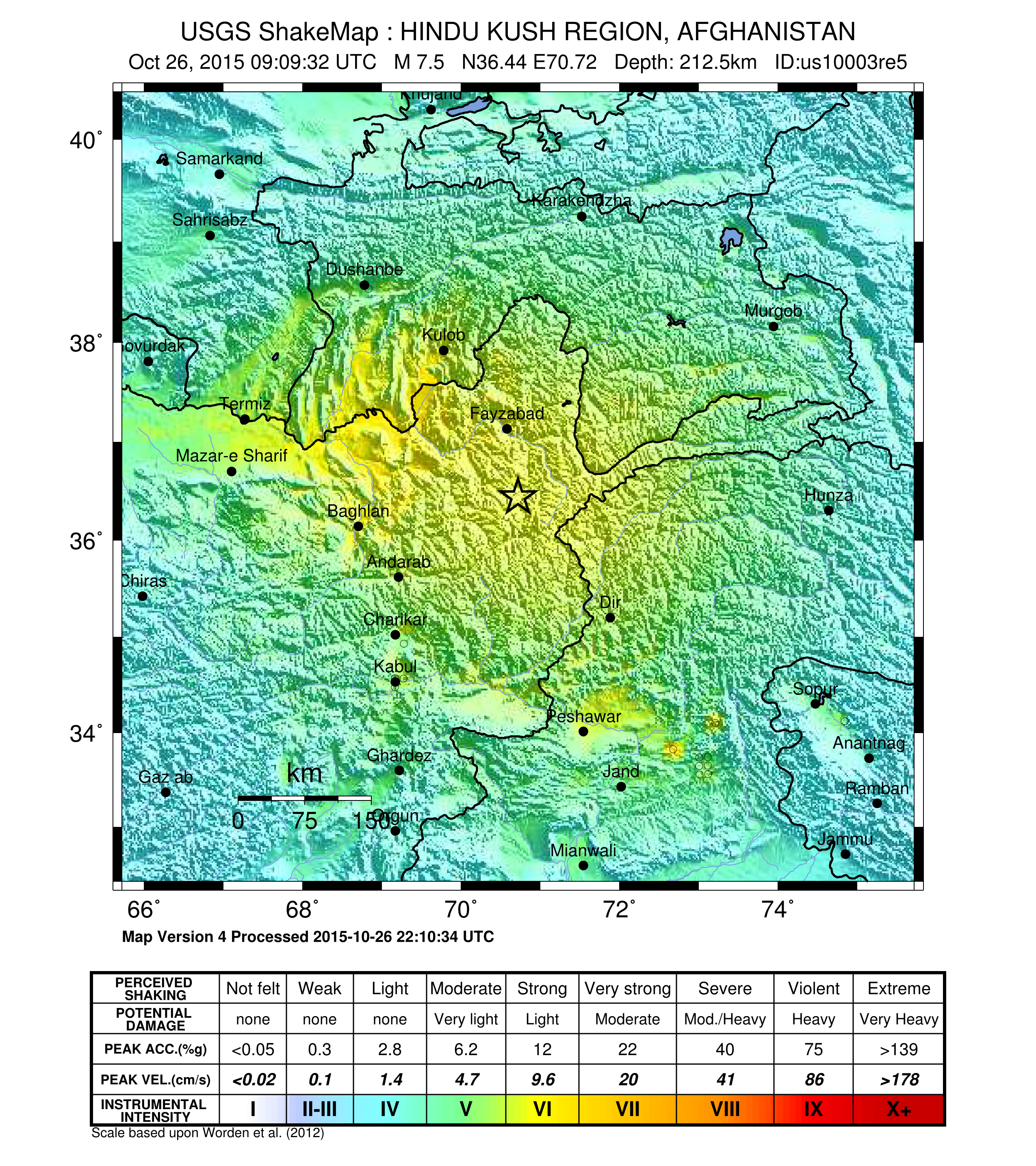
Intensitätskarte

Das Erdbeben am Hindukusch 2015 ereignete sich im Grenzgebiet von Pakistan und Afghanistan mit einer Magnitude von 7,5 MW.

## Hergang und Opferzahlen
Das Epizentrum lag rund 80 Kilometer südlich von Faizabad. Das Hypozentrum lag in 213 km Tiefe. Das Erdbeben war auch in Pakistan und Indien zu spüren und forderte rund 400 Tote und mehrere tausend Verletzte. Es starben in Pakistan nach Behörden-Angaben 280 und in Afghanistan mindestens 115 Menschen. Allein im afghanischen Taloqan kamen zwölf Schülerinnen ums Leben, nachdem eine Massenpanik ausgebrochen war. Aus Indien wurden 4 Tote und 10 Verletzte gemeldet. Auch in Tadschikistan gab es 21 Verletzte. Erste Meldungen sprachen von Tausenden zerstörten Gebäuden in Pakistan und Afghanistan. Ebenfalls wurden in Indien 40 Gebäude zerstört, auch aus Tadschikistan wurden acht zerstörte Gebäude gemeldet. Die US-Erdbebenwarte berichtete von siebzehn Nachbeben zwischen 4,0 und 4,8 MW.

## Hilfsmaßnahmen
Die pakistanische Regierung sendete Zelte, ein mobiles Krankenhaus und Helikopter in die betroffenen Regionen. Die Vereinigten Staaten und der indische Ministerpräsident Narendra Modi boten Pakistan ihre Unterstützung an, die der Premierminister Nawaz Sharif aber ablehnte: „Unsere eigenen Ressourcen sind ausreichend, um mit der Tragödie fertig zu werden“. In Afghanistan waren anfangs viele Orte für die Helfer unzugänglich, weil Erdrutsche die Wege blockieren und die Straßen von den Taliban kontrolliert werden. Diese wiederum kündigten Hilfe bei der Bergung und Versorgung der Toten und Verletzten an. Die Hilfsorganisation Roter Halbmond war mit Teams in Pakistan und Afghanistan aktiv.